# Oleguer Presas
Oleguer Presas Renom, noto semplicemente come Oleguer (Sabadell, 2 febbraio 1980), è un ex calciatore spagnolo, di ruolo difensore.

## Caratteristiche tecniche
Difensore centrale che poteva giocare anche da terzino, aggressivo, forte fisicamente e atleticamente e bravo in marcatura.

## Biografia
Oleguer ha più volte affermato di essere politicamente schierato a sinistra e di appoggiare l'indipendentismo catalano. Ha inoltre espresso ammirazione per il subcomandante Marcos e per l'Esercito Zapatista di Liberazione Nazionale.
Nel 2006 si è laureato in economia all'Università autonoma di Barcellona. Nello stesso anno ha pubblicato il suo primo libro, Camí d'Itaca ("La strada verso Itaca"), in cui ha parlato di vari argomenti extracalcistici come l'anoressia, la lotta antifascista e il coinvolgimento della Spagna in entrambe le guerre del Golfo.
Non ha accettato la convocazione in nazionale, offertagli poco prima dei Mondiali tedeschi dal CT delle Furie Rosse Luis Aragonés, proprio in virtù del suo sostegno alla causa della Catalogna libera.
Nel 2007 ha pubblicato sul giornale basco Berria un articolo molto critico nei confronti del sistema giudiziario spagnolo, prendendo come esempio Iñaki de Juana Chaos, militante del gruppo terroristico basco dell'ETA, accusato di venticinque omicidi e condannato a diversi anni di carcere. Il pezzo di Oleguer suscitò scalpore: il presidente dei blaugrana Joan Laporta affermò pubblicamente che il calciatore «aveva fatto un errore» mentre l'attaccante del Malaga Salvador Ballesta, neofascista e vicino al franchismo, affermò che rispettava più «una cacca di cane» che Oleguer.
In seguito al dibattito suscitato dall'articolo, la Kelme decise di annullare la sponsorizzazione che aveva firmato col giocatore (Oleguer la citò in giudizio, ma perse la causa); di conseguenza, firmò un accordo con la Diadora, devolendo l’intera somma ricavata in beneficenza.

## Carriera

### Club

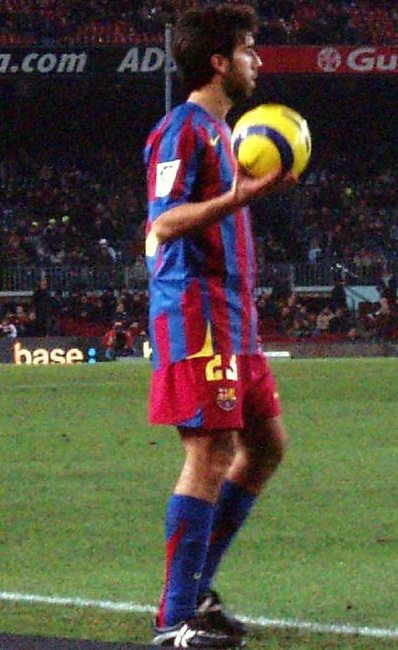
Oleguer con la maglia del nel 2005

Muove i primi passi nel Lepanto e nel Sant Gabriel, prima di passare al Gramenet. Esordisce da professionista proprio con il Gramenet nel 1999, restandovi per due anni. 
Nel 2001 si trasferisce al Barcellona, giocando con la seconda squadra fino al 2003. Nel frattempo esordisce anche con la prima squadra del Barcellona. In cinque stagioni colleziona 175 presenze e una rete in tutte le competizioni, vincendo due campionati spagnoli (2004-2005 e 2005-2006), due Supercoppe spagnole (2005 e 2006) e una UEFA Champions League (2005-2006).
Nell'estate del 2008 viene acquistato dall'Ajax, dove resta per tre stagioni vincendo una Coppa dei Paesi Bassi (2009-2010) e un campionato olandese (2010-2011). In totale mette assieme 58 presenze e 2 reti. Nel 2011 si ritira dal calcio giocato.

### Nazionale
Sostenitore dell'indipendentismo catalano, ha rifiutato la convocazione della nazionale spagnola prima dei Mondiali del 2006. Tra il 2004 e il 2009 ha collezionale 6 presenze con la nazionale catalana.

## Palmarès

### Club

#### Competizioni regionali
- Coppa Catalogna: 3

Barcellona: 2003-2004, 2004-2005, 2006-2007

#### Competizioni nazionali
- Campionato spagnolo: 2

Barcellona: 2004-2005, 2005-2006
- Supercoppa di Spagna: 2

Barcellona: 2005, 2006
- Coppa dei Paesi Bassi: 1

Ajax: 2009-2010
- Campionato olandese: 1

Ajax: 2010-2011

#### Competizioni internazionali
- UEFA Champions League: 1

Barcellona: 2005-2006